# Christina Merker-Siesjö
Ulla Eva Christina Merker Siesjö, ursprungligen Johansson, född 26 mars 1949 i Ängelholm, är en svensk social entreprenör och före detta skådespelare. Hon är grundare av, och ordförande i det arbetsintegrerande kvinnokooperativet Yalla Trappan. Hon utsågs till årets yrkeskvinna 2017. Som skådespelare har hon medverkat i flera av Stellan Olssons produktioner under namnet Christina Johansson.

## Filmografi (urval)
- 1969 – Oss emellan
- 1971 – Deadline
- 1974 – Pappa Pellerins dotter (TV-serie) (som Kristina Merker)

## Priser och utmärkelser
- 2017 – Årets yrkeskvinna
- 2019 – Fredrika Bremer-förbundets BRA-pris[2]